# William Cuthbertson
William Cuthbertson (n. 21 iulie 1902, Dunfermline, Scoția, Regatul Unit al Marii Britanii și Irlandei – d. 24 noiembrie 1963, Dunfermline, Scoția, Regatul Unit) a fost un boxer ce a reprezentat Regatul Unit al Marii Britanii și al Irlandei de Nord, medaliat olimpic. A participat la o ediție a Jocurilor Olimpice (1920) în care a câștigat o medalie de bronz.

## Participări
Lista de mai jos prezintă principalele competiții la care a participat William Cuthbertson de-a lungul carierei.
- boxing at the 1920 Summer Olympics – flyweight[*]